# Rasmus Johansson
Rasmus Engel Johansson (4 aprile 1995) è un giocatore di calcio a 5 e calciatore danese, laterale della nazionale di calcio a 5 della Danimarca.

## Caratteristiche tecniche
È un centrocampista centrale.

## Carriera

### Nazionale
Nonostante giocasse nelle serie inferiori del campionato danese, in seguito alla protesta dei calciatori professionisti contro la DBU Johansson venne convocato il 4 settembre 2018 dalla nazionale danese per disputare le amichevoli contro Slovacchia e Galles, giocando solo la prima.

## Statistiche

### Cronologia presenze e reti in nazionale
| Cronologia completa delle presenze e delle reti in nazionale ― Danimarca | Cronologia completa delle presenze e delle reti in nazionale ― Danimarca | Cronologia completa delle presenze e delle reti in nazionale ― Danimarca | Cronologia completa delle presenze e delle reti in nazionale ― Danimarca | Cronologia completa delle presenze e delle reti in nazionale ― Danimarca | Cronologia completa delle presenze e delle reti in nazionale ― Danimarca | Cronologia completa delle presenze e delle reti in nazionale ― Danimarca | Cronologia completa delle presenze e delle reti in nazionale ― Danimarca |
| Data                                                                     | Città                                                                    | In casa                                                                  | Risultato                                                                | Ospiti                                                                   | Competizione                                                             | Reti                                                                     | Note                                                                     |
| ------------------------------------------------------------------------ | ------------------------------------------------------------------------ | ------------------------------------------------------------------------ | ------------------------------------------------------------------------ | ------------------------------------------------------------------------ | ------------------------------------------------------------------------ | ------------------------------------------------------------------------ | ------------------------------------------------------------------------ |
| 5-9-2018                                                                 | Trnava                                                                   | Slovacchia                                                               | 3 – 0                                                                    | Danimarca                                                                | Amichevole                                                               | -                                                                        | 61’                                                                      |
| Totale                                                                   |                                                                          | Presenze                                                                 | 1                                                                        |                                                                          | Reti                                                                     | 0                                                                        |                                                                          |